# Багишамал (Самарканд)
Багишама́л (Багишама́ль) или Ба́ги-Шама́л (Ба́ги-Шама́ль) (узб. Bog'ishamol / Bog'i Shamol; тадж. Боғишамол / Боғӣ Шамол; перс. باغ شمال‎) — относительно обширный историко-географический район в западной части города Самарканд, включающий ряд более мелких историко-географических и культурных районов. По территории района протекает небольшая одноимённая речка, большая часть которой ныне под землёй. В средние века, например в эпоху Тимуридов, славился своими богатыми садами и плодородными землями. Багишамал буквально с персидского языка переводится как Сад ветро́в.
На Багишамале Амир Темур (Тамерлан) построил один из своих знаменитых садов. Сад был возведён в честь внучки Тамерлана, дочери Миран-шаха. В центре сада находился четырёхугольный дворец, каждая сторона которого имела длину в 1500 шагов. Стены дворца были отделаны мрамором, а их нижняя часть — древесиной чёрного цвета и слоновой костью.
10 февраля 1939 года территория города Самарканд была разделена на три административных района: Ира́нский, Железнодоро́жный и Сиа́бский. Через короткое время Иранский район был переименован на Баги́-Шама́льский район. Баги-Шамальский район занимал центральную часть города, Железнодорожный район западную часть города, а Сиабский район восточную часть города, где находится исторический центр Самарканда. В 1950-е годы все данные районы были упразднены. В 1976 году были образованы заново Багишама́льский (узб. Боғишамол тумани / Bog'ishamol tumani), Железнодорожный (узб. Железнодорожный тумани / Jeleznodorojniy tumani) и Сиабский районы (узб. Сиёб тумани / Siyob tumani). В 1990-е годы Железнодорожный район был переименован на Темирюльский район (узб. Темирйўл тумани / Temiryo'l tumani). 1 января 2004 года все три района города были упразднены.